# Лебедево (Могилёвская область)
Ле́бедево (бел. Лебедзева) — деревня в составе Горского сельсовета Горецкого района Могилёвской области Республики Беларусь.

## Население
- 1999 год — 152 человека
- 2010 год — 79 человек